# Chidi Okezie
Chidi Okezie (ur. 16 stycznia 1993) – amerykański lekkoatleta reprezentujący Nigerię, sprinter.
Mistrz świata juniorów w sztafecie 4 × 400 metrów z 2012 roku. W 2016 zdobył dla Nigerii brąz mistrzostw Afryki w biegu na 400 metrów. Kolejne medale mistrzostw Afryki wywalczył w imprezach rozgrywanych w 2018 (bieg na 400 m, sztafeta 4 × 400 m) i 2022 roku (sztafeta 4 × 400 metrów).
Rekordy życiowe: bieg na 400 metrów (stadion) – 44,97 (13 czerwca 2024, Edmonton); bieg na 400 metrów (hala) – 46,48 (28 lutego 2016, Boston).

## Osiągnięcia
| Rok  | Impreza                     | Miejsce      | Konkurencja                 | Lokata     | Wynik   | Kraj              |
| ---- | --------------------------- | ------------ | --------------------------- | ---------- | ------- | ----------------- |
| 2012 | Mistrzostwa świata juniorów | Barcelona    | sztafeta 4 × 400 m          | 1. miejsce | 3:03,99 | Stany Zjednoczone |
| 2016 | Halowe mistrzostwa świata   | Portland     | bieg na 400 m               | eliminacje | 47,05   | Nigeria           |
| 2016 | Halowe mistrzostwa świata   | Portland     | sztafeta 4 × 400 m          | 5. miejsce | 3:08,55 | Nigeria           |
| 2016 | Mistrzostwa Afryki          | Durban       | bieg na 400 m               | 3. miejsce | 45,76   | Nigeria           |
| 2018 | Halowe mistrzostwa świata   | Birmingham   | bieg na 400 m               | półfinał   | 48,53   | Nigeria           |
| 2018 | Igrzyska Wspólnoty Narodów  | Gold Coast   | bieg na 400 m               | półfinał   | 47,33   | Nigeria           |
| 2018 | Igrzyska Wspólnoty Narodów  | Gold Coast   | sztafeta 4 × 400 m          | eliminacje | DQ      | Nigeria           |
| 2018 | Mistrzostwa Afryki          | Asaba        | bieg na 400 m               | 3. miejsce | 45,65   | Nigeria           |
| 2018 | Mistrzostwa Afryki          | Asaba        | sztafeta 4 × 400 m          | 3. miejsce | 3:04,88 | Nigeria           |
| 2018 | Puchar interkontynentalny   | Ostrawa      | sztafeta mieszana 4 × 400 m | 2. miejsce | 3:16,19 | / Afryka          |
| 2019 | Igrzyska afrykańskie        | Rabat        | bieg na 400 m               | 3. miejsce | 45,61   | Nigeria           |
| 2019 | Igrzyska afrykańskie        | Rabat        | sztafeta 4 × 400 m          | 3. miejsce | 3:03,42 | Nigeria           |
| 2022 | Mistrzostwa Afryki          | Saint-Pierre | bieg na 200 m               | 4. miejsce | 21,02   | Nigeria           |
| 2022 | Mistrzostwa Afryki          | Saint-Pierre | sztafeta 4 × 400 m          | 3. miejsce | 3:07,05 | Nigeria           |
| 2024 | Igrzyska afrykańskie        | Akra         | bieg na 400 m               | 1. miejsce | 45,06   | Nigeria           |
| 2024 | Igrzyska afrykańskie        | Akra         | sztafeta 4 × 400 m          | 3. miejsce | 3:01,84 | Nigeria           |
| 2024 | World Athletics Relays      | Nassau       | sztafeta mieszana 4 × 400 m | 4. miejsce | 3:12,87 | Nigeria           |
| 2024 | World Athletics Relays      | Nassau       | sztafeta 4 × 400 m          | 8. miejsce | 3:16,68 | Nigeria           |
| 2024 | Mistrzostwa Afryki          | Duala        | bieg na 400 m               | półfinał   | 45,96   | Nigeria           |
| 2024 | Mistrzostwa Afryki          | Duala        | sztafeta 4 × 400 m          | 4. miejsce | 3:02,93 | Nigeria           |
| 2024 | Igrzyska olimpijskie        | Paryż        | bieg na 400 m               | półfinał   | 45,92   | Nigeria           |
| 2024 | Igrzyska olimpijskie        | Paryż        | sztafeta 4 × 400 m          | eliminacje | DQ      | Nigeria           |